# Alexander Willem Byvanck
Alexander Willem Byvanck (Leiden, 4 juli 1884 - aldaar, 16 augustus 1970) was een Nederlands classicus en archeoloog.
Alexander Byvanck was een zoon van Willem Byvanck en Clara Cramerus. Na het gymnasium in Den Haag doorlopen te hebben begon Byvanck in 1902 met de studie klassieke letteren aan de Universiteit Leiden, die hij in 1907 afsloot met het doctoraalexamen. Hij promoveerde in 1912 cum laude bij prof. A.E.J. Holwerda op een dissertatie getiteld De Magnae Graeciae Historia Antiquissima, die handelde over de vroegste vestiging van Griekse kolonisten in Italië. Sinds 1909 was hij werkzaam bij het Museum Meermanno-Westreenianum.
Byvanck was van 1922 tot 1954 hoogleraar Archeologie en Oude Geschiedenis aan de Universiteit Leiden en in 1940 werd hij rector magnificus van dezelfde instelling. Tevens was hij voorzitter van de Rijksdienst voor het Oudheidkundig Bodemonderzoek, voorzitter van de Nederlandse Vereniging het Huis voor Kunsten en Wetenschappen te Rome, tweemaal voorzitter van de Maatschappij der Nederlandse Letterkunde en voorzitter van de A-afdeling van de Raad van de Nederlandse Organisatie voor Zuiver Wetenschappelijk Onderzoek. In 1946 werd hij lid van de Koninklijke Nederlandse Akademie van Wetenschappen (KNAW).
Het vijfde nummer van het Nederlands Kunsthistorisch Jaarboek (1954) werd opgedragen aan Alexander Willem Byvanck ter gelegenheid van zijn 70ste verjaardag, met bijdragen van onder meer Godefridus Johannes Hoogewerff, Henri Frankfort, Bernard Ashmole, Albert van Giffen, Gisela Schneider-Hermann, Carel Claudius van Essen, Gisela Richter en Hendrik Gerard Beyen.
Byvanck trouwde met zijn studente Lili Quarles van Ufford (1907-2002), die zelf een van Nederlands belangrijkste archeologen werd.

## Nalatenschap
Het archief van Byvanck berust sinds 1975 in de Leidse universiteitsbibliotheek. Deze wetenschappelijke nalatenschap bestaat onder meer uit correspondentie, manuscripten van publicaties, beroepsmatige dossiers en een collectie foto's van geïllumineerde handschriften.

## Publicaties (selectie)
- Alexander Willem Byvanck: De Magnae Graeciae historia antiquissima. Proefschrift Rijksuniversiteit Leiden, 1912
- (met Godefridus Johannes Hoogewerff): Noord-Nederlandsche miniaturen in handschriften der 14e, 15e en 16e eeuwen. (3 delen) Nijhoff, 's Gravenhage, 1922-1925
- Met 'De Telegraaf' naar de oorden der oudheid, 1928
- Geschiedkundige atlas van Nederland. De Romeinsche tijd en de Frankische tijd. Nijhoff, 's Gravenhage, 1929
- La miniature dans le Pays-Bas septentrionaux, 1937
- De voorgeschiedenis van Nederland. Brill, Leiden, 1941 (2e verb. druk 1942; 3e druk 1945; 4e druk 1946)
- Nederland in den Romeinschen tijd. (2 delen) Brill, Leiden, 1943 (2e druk 1945; 3e druk 1946)
- De Etruriërs, 1948
- De middeleeuwsche boekillustratie in de Noordelijke Nederlanden, 1943
- L'art de Constantinople. Brill, Leiden, 1977